# Pic Gousla
 (février 2020).
Le pic Gousla (en bulgare : връх Гусла, vrah Gusla) est un sommet culminant à 1 200 mètres d'altitude dans les contreforts sud-est du plateau Détroit, sur la côte Nordenskjöld, dans la terre de Graham, en Antarctique, à l'extrémité nord-nord-ouest d'une étroite crête rocheuse de 4 kilomètres de long surmontant le glacier Desudava au nord et à l'est, la baie de Mundraga au sud-est et le glacier Boryana au sud.
Le sommet est nommé d'après la localité de Gousla, dans le Nord-Est de la Bulgarie.

## Géographie
Le pic Gousla est situé à 5 kilomètres au sud-sud-ouest du pic Kavlak, à 8 kilomètres à l'ouest-sud-ouest du mont Elliott, à 10 kilomètres au nord-est du pic Batkoun et à 25 kilomètres à l'est-sud-est du pic Baldwin sur la côte de Danco.